# Stazione di Roverbella
La stazione di Roverbella è una stazione ferroviaria della linea Verona-Modena a servizio dell'omonimo comune e della sua frazione Castiglione Mantovano.

## Storia
Già semplice fermata, venne trasformata in stazione nel 1976

## Strutture e impianti
Il piazzale è dotato di due binari con una passerella di collegamento sovrastante i binari.

## Movimento
La stazione è servita da treni regionali svolti da Trenitalia nell'ambito del contratto di servizio stipulato con le Regioni interessate.